# Sphaerirostris picae
Sphaerirostris picae är en hakmaskart som först beskrevs av Rudolphi 1819.  Sphaerirostris picae ingår i släktet Sphaerirostris och familjen Centrorhynchidae. Inga underarter finns listade i Catalogue of Life.